# Perlový potok
Perlový potok är ett vattendrag i Tjeckien. Det ligger i den centrala delen av landet, 90 km sydost om huvudstaden Prag.